# Iosu Esnaola
Iosu Esnaola Atxega es un ex-futbolista español nacido el 31 de octubre de 1986 en Orio, Guipúzcoa. Su último equipo fue el Real Unión de Irún, de donde causo baja en julio de 2019.

## Trayectoria
Llegó a la Real Sociedad procedente del Antiguoko. Debutó con la Real Sociedad B el 26.08.06 en el partido Lemona 0 - Real Sociedad B 1. En total ha jugado 79 partidos con la Real Sociedad B. La 2009/2010 fue su primera temporada en el primer equipo, que jugaba por aquel entonces en la Segunda División española, Liga Adelante. Debutó con el primer equipo en El Alcoraz, el 27 de febrero de 2010 ante la Sociedad Deportiva Huesca en un partido perteneciente a la jornada 26 de la Liga Adelante. El choque terminó con empate a uno, donde Esnaola jugó los 90 minutos. Solo volvió a jugar en otro partido esa temporada, en la última jornada de Liga, en la que la Real, con el ascenso ya logrado, fue derrotada por 4:1 por el Elche FC.
De cara a la temporada 2010-11 la Real Sociedad decidió ceder el jugador al Real Unión de la Segunda división B. El jugador comenzó la temporada jugando con los iruneses, pero no terminó de contar para el técnico irunés y jugó pocos partidos. En enero el club anunció que el club daría la baja a Esnaola con intención de reforzar el equipo con nuevos fichajes durante el mercado de invierno.
Tras estar unos meses sin equipo, Esnaola fue cedido a la UD Lanzarote en abril de 2011. El Lanzarote juega en el grupo canario de la Tercera división, siendo líder de la categoría con claras posibilidades de ascenso.
De cara a la temporada 2011-12 ha fichado por la SD Noja de la Tercera División Española, hasta su fichaje por el Real Unión de Irún, en donde estuvo hasta el final de la temporada 2018-2019.

## Clubes
- 2006-09 Real Sociedad B
- 2009-10 Real Sociedad
- 2010-11 Real Unión Club
- 2010-11 Unión Deportiva Lanzarote
- 2011-13 SD Noja
- 2013-14 Sestao River Club
- 2014-15 Real Unión Club